# Polémica Valls-Martínez
Entre 1715 y 1720 la polémica Valls-Martínez o simplemente polémica de Valls fue una disputa entre compositores españoles del siglo XVIII.
La Missa Scala Aretina de Francisco Valls introducía una innovación formal en una única nota. El autor utilizó una disonancia de segunda menor sin preparación sobre la palabra "miserere" en el Gloria (compás 120 del Qui tollis en la edición de López-Calo) y esto era inadmisible en la armonía hispánica de la época. La polémica se despertó cuando Gregorio Portero, maestro de capilla de la catedral de Granada, fue interpelado por el organista de la misma, Atanasio Albors y Navarro, acerca el infringimiento de las reglas de la armonía que Valls había cometido y comenzó un proceso dialéctico que acabaría involucrando a cerca de 50 maestros de capilla y organistas de España, que polemizaron sobre las reglas de la composición musical y en el valor de complacer el oído como un principio estético opuesto a la libertad creativa. Otras muchas obras de Valls habían usado armonías nada convencionales a su época, como por ejemplo su motete a 4 Domine vim patior. La disputa, sin embargo, se concentró en la Misa.
Los bandos a favor y en contra estuvieron más o menos igualados en fuerzas y el propio Alessandro Scarlatti dio una opinión ligeramente contraria a Valls. Algunos contendientes fueron el propio Portero y Joaquín Martínez de la Roca (1676-1756), organista de la Santa Iglesia de Palencia, en contra. Miguel de Ambiela, maestro de capilla de la Catedral de Toledo tuvo una posición crítica, pero conciliadora.
José de Cáseda y Villamayor, maestro de capilla de Sigüenza, junto con Francisco Hernández Illana (maestro de capilla del Real Convento de la Encarnación de Madrid) y Pedro Gerónimo Borobia (organista principal de la catedral de Sigüenza), tomaron partido firmemente a favor del compositor, con una carta del 20 de julio de 1716 que Francisco Valls imprimió en un folleto. También le dieron apoyo el maestro de seises de la Catedral de Sevilla, Gregorio Santiso Bermúdez, el maestro de capilla de la de Cádiz, Miguel Medina Corpas y el maestro de capilla de la Colegiata de Játiva, Isidro Escorihuela. También participaron a su favor en la controversia Miguel López, maestro de capilla en Montserrat y Domingo Teixidó (en 1716 y en 1718), organista de la catedral de Lérida.
Del lado de Martínez, en contra de Valls, estuvieron Antonio Yanguas de maestro de capilla de la Catedral de Santiago de Compostela, Manuel de Egüés de Burgos, Francisco Zubieta de Palencia, José Martínez de Arce, de Valladolid y Antonio de la Cruz Brocarte, organista de la Catedral de Zamora.
Francesco Bonastre ha propuesto que el trasfondo de la controversia pudo haber sido al apoyo de Francisco Valls al archiduque Carlos en la Guerra de Sucesión.